# Sarnie Łęgi
Sarnie Łęgi – osada leśna w Polsce położona w województwie lubuskim, w powiecie krośnieńskim, w gminie Krosno Odrzańskie.
W latach 1975–1998 miejscowość administracyjnie należała do województwa zielonogórskiego.